# Chrysosimplocaria philippi
Chrysosimplocaria philippi là một loài bọ cánh cứng trong họ Byrrhidae. Loài này được Jager miêu tả khoa học năm 2000.